# Bollbrücke
Bollbrücke is een plaats in de Duitse deelstaat Mecklenburg-Voor-Pommeren en maakt deel uit van de gemeente Bartenshagen-Parkentin in het Landkreis Rostock